# Bosanska Dubica
Kozarska Dubica (antes Bosanska Dubica)es un pueblo de la Republika Srpska, o República Serbia, una de las dos entidades que conforman Bosnia y Herzegovina. La última Guerra austro-turca fue denominada "Guerra de Dubica" (1788–91), ya que se desarrolló en esta área. Kozarska Dubica se sitúa a 26 km de la carretera Zagreb-Belgrado. La ciudad y su cinturón de suburbios alcanzan la frontera con la República de Croacia al norte, el pueblo de Gradiška al este, el pueblo de Kostajnica al oeste y el pueblo de Prijedor al sur. Kozarska Dubica tiene una extensión total de 499 km², y su población está cerca de los 31.000 habitantes, repartidos en aproximadamente 28.000 serbios, 2.700 bosnios, 200 croatas y 100 de otras procedencias[cita requerida].

## Historia

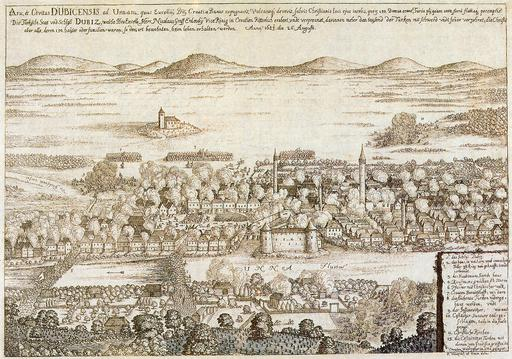
Vista de Dubica.

Bosanska Dubica se construyó en 930. Sin embargo, la primera mención a esta ciudad data de 1197. Los Babonici-Vodicki estaban al mando del pueblo hasta el siglo XII. Bosanska Dubica llegó a ser un fuerte importante durante el Imperio otomano debido a su posición geográfica, considerado un cruce esencial e importante de la frontera durante muchos años. El pueblo cayó bajo la ocupación otomana en 1538. Dubica tuvo muchos gobernantes diferentes durante el Imperio otomano y el Imperio austrohúngaro posterior.
Durante la Segunda Guerra Mundial, Bosanska Dubica sufrió muchas pérdidas por ambos bandos. Posteriormente, y en especial desde los años 70, Bosanska Dubica ha experimentado una gran mejora en su economía, a lo que contribuyó el que la ciudad no se viera afectada por la Guerra en Bosnia entre 1992 y 1995

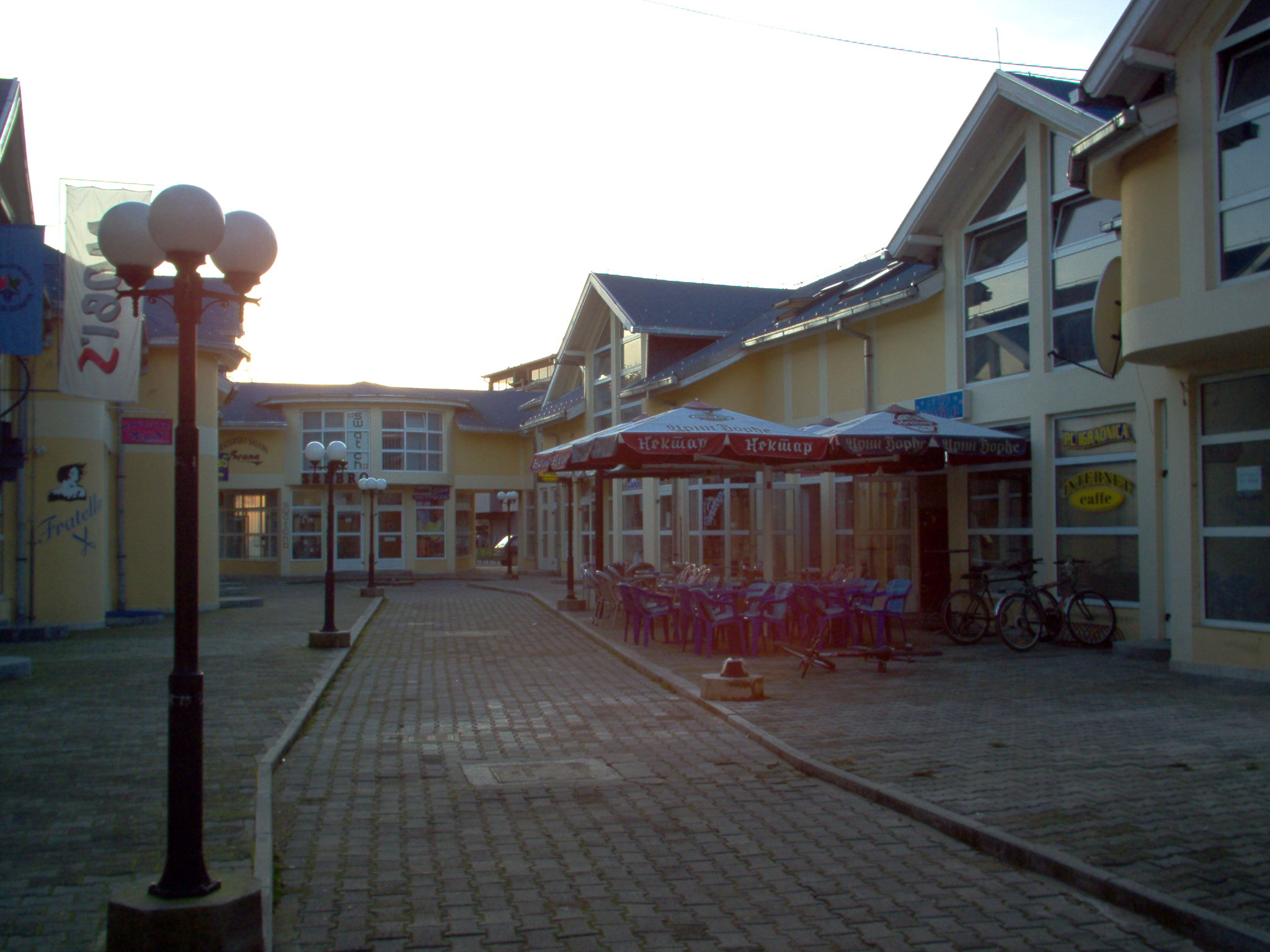

## Asentamientos
Además de la localidad de Kozarska Dubica, el municipio incluye los siguientes asentamientos:
- Aginci
- Babinac
- Bačvani
- Bijakovac
- Bjelajci
- Božići
- Brekinja
- Čelebinci
- Čitluk
- Čuklinac
- Demirovac
- Dizdarlije
- Donja Gradina
- Donja Jutrogošta
- Donja Slabinja
- Donji Jelovac
- Draksenić
- Furde
- Gornja Gradina
- Gornjoselci
- Gunjevci
- Hadžibajir
- Hajderovci
- Jasenje
- Johova
- Jošik
- Kadin Jelovac
- Klekovci
- Knežica
- Komlenac
- Košuća
- Koturovi
- Kriva Rijeka
- Maglajci
- Malo Dvorište
- Međeđa
- Međuvođe
- Mirkovac
- Mlječanica
- Mrazovci
- Murati
- Novoselci
- Odžinci
- Parnice
- Pobrđani
- Pucari
- Rakovica
- Sjeverovci
- Sključani
- Sreflije
- Strigova
- Suvaja
- Ševarlije
- Tuključani
- Ušivac
- Veliko Dvorište
- Verija
- Vlaškovci
- Vojskova i Vrioci